# Karel Josef Jurende
Karel Josef Jurende (ur. 23 lub 24 kwietnia 1780 w Leskovcu nad Moravicí, zm. 10 stycznia 1842 w Brnie) – czeski publicysta, wydawca kalendarzy, pedagog, geograf, meteorolog, znawca jaskiń i propagator turystyki.

## Życiorys
Ukończył gimnazjum w Karniowie i Opawie. Początkowo pracował w śląskim urzędzie skarbowym, natomiast od 1804 do 1806 w Morawsko-Śląskim Państwowym Urzędzie Rachunkowym. Potem Maria Walburg, hrabina Truchses-Zeil z domu Harrachova z Kunína, powierzyła mu kierownictwo szkoły i Instytutu Oświatowego w Kunínie (z hrabiną podróżował po Europie, po Włoszech, Hiszpanii i Francji). W 1802 zaczął publikować w Brnie. Zetknął się tam m.in. z nauczycielem i przyrodoznawcą, Christianem Karlem André oraz przemysłowcem i speleologiem, Hugo Františkiem Salmem. Przy ich wsparciu rozwinął się jako publicysta, przede wszystkim w zakresie astronomii i meteorologii. Wybudował własne, niewielkie obserwatorium astronomiczne na obwarowaniach miejskich, w ogrodzie Muzeum Morawskiego (wówczas Františkovo muzeum). Publikował kalendarze chrześcijańskie (Mährischer Wanderer od 1809 i Vaterländischer Pilger od 1834) z bogatymi sekcjami geograficznymi i statystycznymi. Był jednym z pierwszych propagatorów turystyki w Czechach, zwłaszcza na terenie Morawskiego Krasu. W pierwszym z kalendarzy Mährischer Wanderer opisał przepaść Macochę i inne jaskinie z tego terenu. Opublikował cenne tabele z sumami opadów w Brnie za lata 1803-1809. W Vaterländischer Pilger (50 stron) wiele miejsca poświęcał górom Czech, ale i Alpom. Opisywał jaskinie, w tym z obszaru Morawskiego Krasu, np. Výpustek, Býčí skála, czy Na Turoldu. Część artykułów poświęcał jaskiniom zagranicznym (m.in. Baradla na Węgrzech, Baumannshöhle w Niemczech, Grotte di Nettuno na Sardyni oraz Mamuciej w Stanach Zjednoczonych), a także katakumbom (Paryż, Rzym, Neapol, Palermo, Syrakuzy). Kalendarze zainicjowane przez niego wychodziły jeszcze przez lata po jego śmierci. Był nauczycielem Františka Palackiego, głównego przedstawiciela czeskiego odrodzenia narodowego.
Z końcem lat 30. XIX wieku zaczął popadać w melancholię i izolował się od ludzi. Narastające problemy psychiczne były jedną z przyczyn jego śmierci. Został pochowany na Cmentarzu Centralnym w Brnie.

## Rodzina
Miał dwie córki: Amálię i Emilię.

## Upamiętnienie
W latach 1910–1921 oraz 1940-1946 upamiętniała go ulica na brneńskim Komárovie (obecnie Kovářská).